# Апрош (траншея)
Апрош (від фр. approche — «зближення, підступи») — глибокий зигзагоподібний довгастий рів (траншея) із зовнішнім насипом, що слугував для безпечного наближення до атакованого фронту фортеці чи іншої фортифікації, для прикритого від пострілів сполучення з паралелями, проміжними вузлами і облоговими батареями, тому апроші інколи називають «ходами сполучення». Вперше застосовані (1418 р.) англійцями в облозі Руана під час Столітньої війни.